# Vervò
Vervò è una frazione del comune di Predaia nella Val di Non in provincia autonoma di Trento in Trentino-Alto Adige.
Fino al 31 dicembre 2014 ha costituito, assieme alla frazione di Priò, un comune autonomo, che al momento del suo scioglimento contava 729 abitanti. Il territorio comunale confinava con i comuni di Cortaccia sulla Strada del Vino (BZ), Roveré della Luna, Taio, Ton, Tres, venne soppresso per l'istituzione del comune di Predaia il 1º gennaio 2015.

## Origini del nome
Vervó era noto sin dall'epoca romana anche con il nome di Vervasio (castellum Vervassium).

### Simboli

Vecchio stemma comunale

Lo stemma del comune di Vervò si blasonava:

## Monumenti e luoghi d'interesse
- Chiesa della Madonna del Rosario
- Chiesa di San Martino
- Cappella dei Santi Fabiano e Sebastiano

## Società

### Evoluzione demografica
Abitanti censiti

### Ripartizione linguistica
Nel censimento del 2001, 172 abitanti del comune si sono dichiarati "ladini".

## Amministrazione
| Periodo        | Periodo          | Primo cittadino | Partito      | Carica  | Note |
| -------------- | ---------------- | --------------- | ------------ | ------- | ---- |
| 17 maggio 2010 | 31 dicembre 2014 | Walter Betta    | Lista civica | Sindaco |      |

## Galleria d'immagini

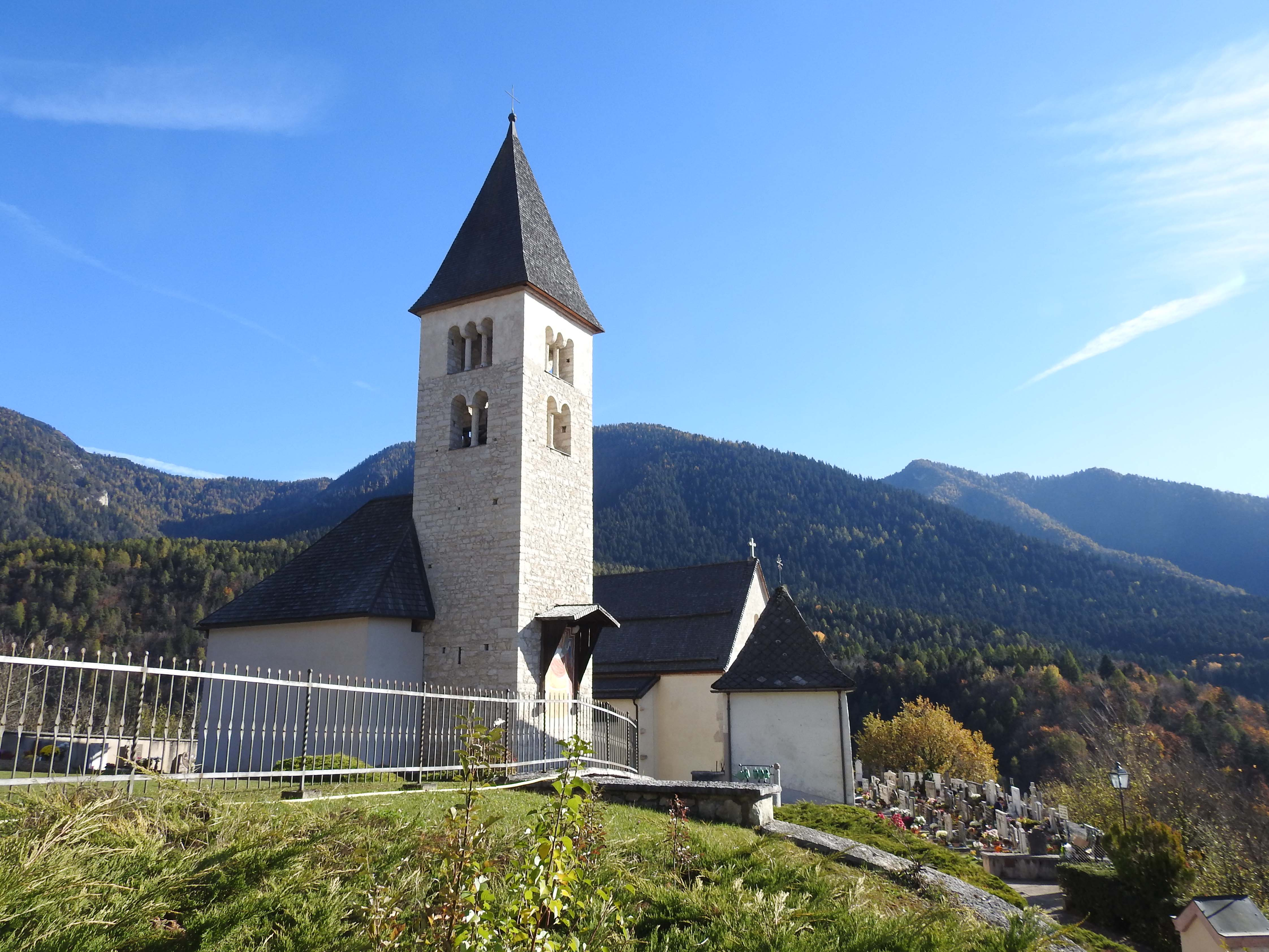
Chiesa di San Martino a Vervò